# Fitzcarraldo
Pour plus de détails, voir Fiche technique et Distribution.
Fitzcarraldo est un film allemand réalisé par Werner Herzog et sorti en 1982. Les personnages principaux sont interprétés par Claudia Cardinale et Klaus Kinski.

## Synopsis

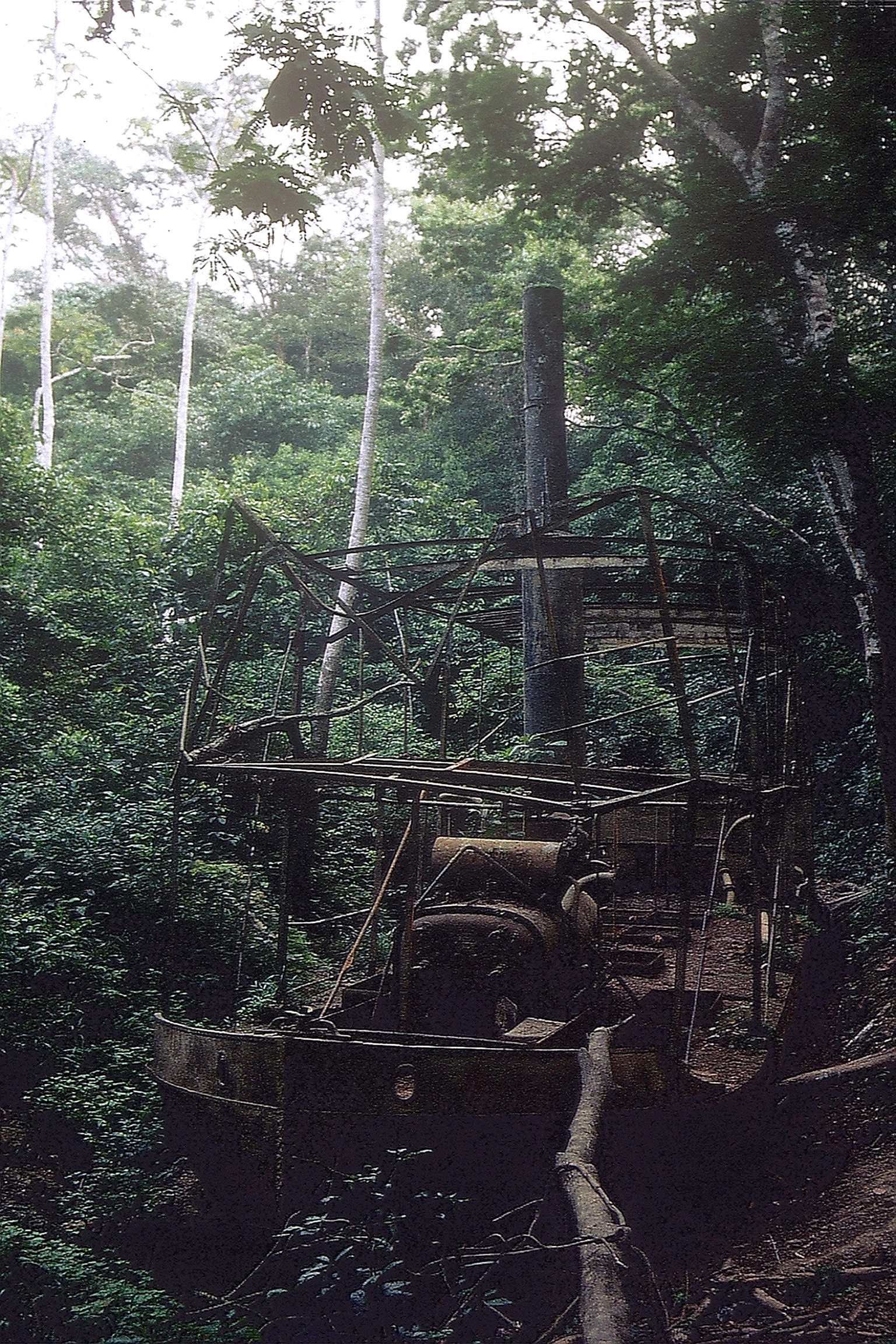
Vestiges de l'embarcation utilisée pour le tournage.

Au début du XXe siècle, à l'époque de la fièvre du caoutchouc, Brian Sweeney Fitzgerald, qui se fait appeler « Fitzcarraldo », arrive à Manaus en provenance d'Iquitos accompagné de son amie Molly, après quelque 2 000 km de navigation sur les rivières amazoniennes, afin d'assister à une représentation d'Ernani où son idole le ténor Enrico Caruso tient le rôle principal. Passionné d'art lyrique, il rêve de construire un opéra à Iquitos en plein milieu de la forêt péruvienne, où se produiront Caruso et Sarah Bernhardt, interprétant Verdi. Son activité de fabricant de pains de glace n'étant pas assez lucrative pour financer l'opération, il achète une concession sur le río Ucayali, afin d'exploiter l'hévéa, l'arbre à caoutchouc. Il se procure un bateau auprès d'un concurrent et recrute un équipage.
Le bateau, retapé et réarmé, commence un long voyage sur le fleuve Amazone avant de remonter le río Pachitea. L'équipage déserte bientôt, par crainte des coupeurs de tête. Le contact se fait bientôt entre les quatre hommes restés à bord et les Shuars (improprement appelés Jivaros), séduits par la voix du ténor diffusée par un phonographe. La concession se trouvant sur le cours supérieur de l'Ucayali et étant inaccessible par voie fluviale vu la présence de rapides infranchissables, sachant que les deux cours d'eau ne sont séparés que par une colline, l'idée folle de Fitzcarraldo est de déboiser un passage à travers la colline et d'y hisser le bateau pour rejoindre l'Ucayali par l'autre versant. Les Indiens acceptent de l'aider dans son projet. La nuit suivant l'accomplissement de cet exploit, le chef indien brise les amarres car, si les Indiens ne croient pas que Fitzcarraldo soit le « dieu blanc » de leur mythe, ils pensent que le « char blanc » offert à la rivière peut apaiser les démons des rapides. Après une descente périlleuse marquée par le passage des rapides Pongo, Fitzcarraldo, le conquistador de l'inutile, se retrouve à son point de départ. Il envoie son capitaine à Manaus avec comme mission d'amener à Iquitos les chanteurs d'opéra accompagnés d'un grand orchestre afin de donner une représentation d'un opéra à bord de son bateau qu'il revendra ensuite.

## Fiche technique
- Titre original : Fitzcarraldo
- Réalisation : Werner Herzog
- Scénario : Werner Herzog
- Décors : Henning Von Gierke et Ulrich Bergfelder
- Photographie : Thomas Mauch
- Costumes : Gisela Storch
- Musique : Popol Vuh avec les enregistrements originaux de Enrico Caruso, des extraits de Vincenzo Bellini (I Puritani), de Giacomo Puccini (La Bohème) et Giuseppe Verdi (Rigoletto et Ernani)
- Effets spéciaux : Miguel Vazquez
- Production : Werner Herzog, Lucki Stipetic, Renzo Rossellini
- Assistant de réalisation : Jorge Vignati (es)
- Sociétés de production : Werner Herzog Filmproduktion et Pro-ject Filmproduktion (Munich), Wildlife-Films (Pérou)
- Société de distribution : Gaumont
- Pays :  Allemagne de l'Ouest et  Pérou
- Langues originales : allemand, espagnol, italien, anglais
- Genre : aventure, drame
- Format : couleurs - 1,85:1
- Durée : 157 minutes
- Dates de sortie :
  - Allemagne de l'Ouest : 4 mars 1982
  - France : 2 mai 1982
- Affiche : Jean Mascii (France)

## Distribution
- Klaus Kinski (VF : Edmond Bernard) : Brian Sweeney Fitzgerald, dit « Fitzcarraldo »
- Claudia Cardinale (VF : elle-même) : Molly
- José Lewgoy (VF : Jacques Deschamps) : Don Aquilino
- Miguel Angel Fuentes (VF : Michel Barbey) : Cholo Miguel
- Paul Hittscher (VF : Claude Bertrand) : le capitaine Orinoco Paul
- Huerequeque Enrique Bohorquez (VF : Roger Carel) : le cuisinier Huerequeque
- Rui Polanah (VF : Jean Berger) : l'industriel du caoutchouc
- Jean-Claude Dreyfus (crédité en tant que Jean-Claude Dreyfuss[1]) : Sarah Bernhardt
- Grande Otelo (VF : Med Hondo) : le chef de la gare fantôme
- David Pérez Espinosa : le chef indien
- Salvador Godinez (VF : Georges Atlas) : un missionnaire
- Dieter Milz (VF : Patrick Poivey) : un missionnaire
- William L. Rose (VF : Jean-François Laley) : le notaire
- Peter Berling (VF : Henri Poirier) : le directeur de l'Opéra
- Milton Nascimento (VF : Med Hondo) : le placeur à l'Opéra

## Production

### Source d'inspiration
Le film est dérivé de l'histoire réelle du Péruvien Carlos Fitzcarrald, baron du caoutchouc, et de la fièvre du caoutchouc. La scène du franchissement de la colline par le bateau est peut-être inspirée des plans inclinés du canal d'Elbląg où les barges sont placées sur des rails.

### Choix des interprètes
Jason Robards devait jouer le rôle principal mais il tomba malade et fut donc remplacé par Klaus Kinski.
Mick Jagger, le chanteur des Rolling Stones, avait été retenu pour interpréter le rôle de l'adjoint de Fitzcarraldo. Le tournage du film ayant été interrompu pendant six semaines du fait de la maladie de Jason Robards, Jagger ne put tenir son engagement pour cause de tournée mondiale. Herzog, ne pouvant se décider à le remplacer, supprima le personnage du scénario. Des scènes tournées par Jason Robards et Mick Jagger figurent en bonus de certaines éditions DVD ; on peut également en voir de brefs extraits dans le documentaire Ennemis intimes. Mario Adorf devait lui aussi faire partie du film.
Les indigènes qui ont joué dans le film sont des Campa, des Machiguenga, et des Aguarunas.

### Tournage
Le tournage fut d'autant plus difficile que le réalisateur exigea qu'un bateau soit réellement hissé sur une colline. La seule concession aux effets spéciaux concerne la scène des rapides.
Dans son film autobiographique Werner Herzog: Filmemacher, Herzog déclare que pour le film il s'est concentré sur l'effort physique du transport du navire, en partie inspiré par les prouesses techniques des anciennes pierres levées. Le bateau à vapeur de 300 tonnes a été hissé au faîte d'une colline sans utiliser d'effets spéciaux. Herzog croyait que personne n'avait jamais réalisé un exploit similaire dans l'Histoire et ne le fera probablement plus jamais, se qualifiant de « Conquistador de l'inutile ». Trois navires d'aspect similaire ont été achetés pour la production et utilisés dans différentes scènes et lieux, y compris les scènes tournées à bord du navire alors qu'il se fracassait dans les rapides. Les scènes les plus violentes des rapides ont cependant été tournées avec une maquette du navire. Trois des six personnes impliquées dans le tournage ont été blessées lors de ce passage.
Le tournage fut émaillé de plusieurs accidents (dont deux crashs aériens et une morsure de serpent venimeux au pied d'un technicien qui choisira de l'amputer à l'aide d'une tronçonneuse pour survivre) et surtout des colères et exigences de Klaus Kinski, rendant l'entreprise encore plus éprouvante, au point que deux Indiens proposeront à Werner Herzog de liquider l'acteur gratuitement,.

#### Lieux de l'action
- Manaus au Brésil
  - Teatro Amazonas à Manaus
- Iquitos au Pérou
- Le fleuve Amazone et ses affluents les rios Ucayali et Pachitea.

## Autour du film
Le film est vanté pour son gigantisme ainsi que pour sa mise en abyme du tournage difficile,. Ce qui n'a pas plu au critique Serge Daney qui eut l'impression, en 1983 dans Libération, de voir « la bande-annonce de l'aventure du tournage ». Il approfondit son propre avis en 1991 : « Un "grand" film aujourd'hui n'exhibe souvent que les restes vitrifiés ou mous d'un projet fou ou d'un tournage héroïque. Il en va ainsi de films aussi différents que Fitzcarraldo (Herzog) ou L'Ours (Annaud). Le spectateur se dit que le tournage de ces films a dû être l'aventure véritable qu'ils ne sont pas en tant que films finis. La preuve en est que le film de Les Blank sur le tournage de Fitzcarraldo est plus intéressant que celui-ci. Nous arrivons ici aux frontières entre l'art et le tourisme. » 
Lorsqu'il remonte le fleuve Pachitea, l'équipage entend le son de tambours et se prépare à devoir affronter le peuple Shuars dont il traverse le territoire. Ce son qui contribue à la tension dramatique du film est issu en réalité d'un album de musique traditionnelle du Burundi avec des tambours ingoma. Il a également été samplé par Manu Chao dans le titre Merry Blues.

## Influence dans la culture populaire
Le film a donné son nom au groupe français The Fitzcarraldo Sessions.

## Distinctions

### Récompense
- Festival de Cannes 1982 : prix de la mise en scène pour Werner Herzog

### Nominations
- Golden Globes 1983 : Golden Globe du meilleur film en langue étrangère
- BAFTA Awards 1983 : BAFTA du meilleur film en langue étrangère

### Documentaires
- 1982 : Burden of Dreams de Les Blank
- 1999 : Ennemis intimes (Mein Liebster Feind), de Werner Herzog